# 山崎小夜子
山崎 小夜子（やまざき さよこ、1947年1月30日 - ）は、徳島県勝浦郡出身の日本の女子プロゴルファー。一鍬ゴルフクラブ所属。

## 経歴
勝浦町立生比奈中学校出身。18歳でゴルフを始める。
1968年にプロテストに合格し、入会。日本女子オープンゴルフ選手権競技で4位タイ。
1969年、日本女子プロゴルフ選手権大会で4位タイ。賞金ランク6位。
1970年、伊豆スカイライン女子プロ (1日大会） で2位・中村悦子に3打差で初優勝。賞金ランク5位。
1971年、美津濃ゴルフトーナメント (1日大会でパー111) で樋口久子、石井美和子に1打差で優勝。賞金ランクは自己最高の2位。
1972年、JGP女子オープンで樋口とのプレーオフに敗れる等、2位を4度記録するも優勝なし。賞金ランク3位。
1973年、広島女子オープンゴルフでは通算3オーバー、樋口に1打差で優勝。オールスターでは5オーバーで並んだ中村、佐々木マサ子との3人プレーオフを制した。賞金ランクは自己最高タイの2位。
1974年、大雪山女子オープン　(1日大会でパー111) で2アンダー、2位・樋口に1打差で優勝。次大会の諏訪湖女子オープンでも2位・則竹徳江、清元登子に1打差で2大会連続優勝を飾る。さらにトヨトミレディスでも2位・大迫たつ子、呉明月に6打の大差をつけて優勝。以上は全て9月であり、同一月の3大会優勝という快挙だった。松島国際女子オープンでは鳥山由紀子、二瓶綾子との3人プレーオフで鳥山に凱歌。同年は2位を7回記録しており、これは涂阿玉 (1984年, 89年)に次ぐ歴代3位タイの多さである。賞金獲得額は1,042万円で自己最高。賞金ランクも自己最高タイの2位 (3度目)。
1975年、創設以来、樋口の8連覇が懸かった日本女子プロでは初日に樋口、清元、藩玉華と首位に並ぶも2日目をイーブンパーでまとめ、単独首位に立つ。最終日に大迫の猛追を受け、14番でボギーを叩いた時点で首位から陥落するも15番でバーディーを奪い、16番で大迫がボギーを叩いて再逆転。この1打差を守り通算1オーバー、初の公式戦優勝となった。日本女子オープンでは二瓶に1打差で敗れ2位。最終戦のオールスターでは鳥山に1打及ばず2位タイ。賞金獲得額は837万円余で賞金女王・樋口の842万円余にわずか5万円差の2位 (4度目) だった。
1978年、北海道女子オープンでの大迫、岡本綾子との3人プレーオフでは大迫に敗れた。賞金ランク10位。
1979年から1985年までは賞金ランク50位以内をキープしたが、以降は圏外が続く。

## 成績

### JLPGAツアー優勝 (8)
| No. | 日程                 | 大会名                       | スコア             | 2位との差  | 2位（タイ）           |
| --- | -------------------- | ---------------------------- | ------------------ | ---------- | --------------------- |
| 1   | 1970年6月19日        | 伊豆スカイライン女子プロ     | +1 (73)            | 3打差      | 中村悦子              |
| 2   | 1971年11月16日       | 美津濃ゴルフトーナメント     | +7 (118)           | 1打差      | 樋口久子 石井美和子   |
| 3   | 1973年3月31日-4月1日 | 広島女子オープンゴルフ       | +3 (70-77=147)     | 1打差      | 樋口久子              |
| 4   | 1973年10月30日       | オールスター                 | +5 (75)            | プレーオフ | 中村悦子 佐々木マサ子 |
| 5   | 1974年9月1日         | 大雪山女子オープン           | －2 (109)          | 1打差      | 樋口久子              |
| 6   | 1974年9月10日        | 諏訪湖女子オープン           | ＋2 (77)           | 1打差      | 則竹徳江 清元登子     |
| 7   | 1974年9月21-23日     | トヨトミレディス             | －2 (74-72-74=220) | 6打差      | 大迫たつ子 呉明月     |
| 8   | 1975年7月12-14日     | 日本女子プロゴルフ選手権大会 | +1 (74-74-75=223)  | 1打差      | 大迫たつ子            |

※太字は公式戦

## 人物
- 身長164cm。血液型O型。バレーボールも経験がある。